# Anton Walkes
Anton Walkes, né le 8 février 1997 à Londres et mort le 18 janvier 2023 à Miami, est un footballeur britannique, qui joue au poste de défenseur central.

## Biographie

### En club

#### Jeunesse et formation
Anton Walkes est né le 8 février 1997 dans le borough londonien de Lewisham. Il est formé au Tottenham Hotspur, rejoignant le club en juillet 2013.

#### Débuts à Tottenham
Anton Walkes fait ses débuts avec le club londonien le 21 septembre 2016 lors du 3e tour de Coupe de la Ligue face à Gillingham (victoire 5-0), en remplaçant Ben Davies à dix minutes du terme de la rencontre,.
Cette même saison, il participe à l'UEFA Youth League, et est le capitaine des Spurs à trois reprises. Lors de ces cinq matchs disputés, il inscrit trois buts contre son camp, et voit son équipe se classer à la dernière place de son groupe.

#### Premier prêt à Atlanta
Le 26 janvier 2017, Anton Walkes est prêté pour une saison en faveur du club américain d'Atlanta United, qui vient de rejoindre la Major League Soccer. Il fait ses débuts sous ses nouvelles couleurs le 26 mars lors du premier match de MLS face aux Red Bulls de New York. Il rentre en jeu à la 81e minute, et marque contre son camp la minute suivant son entrée en jeu, offrant la victoire 2-1 aux visiteurs. Après une première partie de saison où il ne joue que peu, gêné par une blessure au mollet, il devient le titulaire au poste d'arrière droit. Il inscrit son premier but avec Atlanta le 5 juillet 2017 en championnat face aux Earthquakes de San José (victoire 4-2). Le 1er août 2017, Walkes voit son prêt prolongé jusqu'à la fin de la saison de MLS. Après vingt matchs et deux buts, Walkes retourne à la fin 2017 au Tottenham Hotspur.
Le 27 septembre 2017, Anton Walkes prolonge son contrat avec Tottenham de deux saisons, soit jusqu'en 2019.

#### Prêt puis transfert à Portsmouth
Dès janvier 2018, Anton Walkes est à nouveau prêté par les Spurs, cette fois à Portsmouth, qui évolue en League One, la troisième division anglaise. Lors de son premier match avec Pompey, le 3 février 2018 face aux Doncaster Rovers, il inscrit son premier but sous ses nouvelles couleurs (match nul 2-2). Walkes s'impose immédiatement comme le titulaire au poste d'arrière droit, avant de voir sa saison s'arrêter dès avril en raison d'une blessure aux ischio-jambiers. À l'issue de la saison, achevée à une encourageante 8e place, il retourne à Tottenham.
Pourtant, le 18 juillet 2018, il quitte définitivement les Spurs, et retourne à Portsmouth, signant un contrat de deux saisons plus une en option. Avec Portsmouth, il remporte fin mars l'EFL Trophy, une coupe regroupant des équipes de troisième et quatrième division anglaise. Titulaire occasionnel, Walkes voit son équipe manquer de peu la promotion en Championship, éliminé au premier tour de play-offs par Sunderland.

#### Retour aux États-Unis
Le 9 janvier 2020, Anton Walkes fait son retour à Atlanta United. Il découvre la Ligue des champions de la CONCACAF, disputant son premier match le 19 février 2020 face aux Honduriens du FC Motagua (1-1). Anton Walkes est un titulaire indiscutable, récupérant même le brassard de capitaine pour quatre matchs au mois de juillet 2021.
Le 14 décembre 2021, il est repêché par le Charlotte FC, qui rejoint la MLS en 2022.

### Incident judiciaire
Le 28 novembre 2018, Anton Walkes est condamné à une amende de 1 000 livres sterling pour une conduite sans permis avant un match de Portsmouth face à Fleetwood Town le 20 octobre.

### Mort
Anton Walkes meurt dans un accident de bateau le 18 janvier 2023 à Miami en Floride. Cet événement intervient pendant un stage de pré-saison du Charlotte FC, en préparation de la saison 2023 de Major League Soccer.